# Zsujta
Zsujta is een plaats (község) en gemeente in het Hongaarse comitaat Borsod-Abaúj-Zemplén. Zsujta telt 196 inwoners (2001).